# Доходный дом А. Я. Меркеля
Доходный дом А. Я. Меркеля — здание-достопримечательность в Москве. Охраняется как объект культурного наследия регионального значения.

## История
До XX века на территории нынешних зданий № 7—9 находилась усадьба, в которой в разное время жили: Глебовы, Измайловы, Наумовы, Щепотьевы, Остергрен, Герц, Гиерт, Ахенбах. После того как владельцем этой территории стал Роберт Борхарт, в 1910 году она была разделена на 4 части, в которых в период 1911—1913 гг. были построены многоквартирные доходные дома. Один из них выкупили потомственный почётный гражданин Москвы Аркадий Яковлевич Меркель и юрист Юлиан Аркадьевич Меркель. Помещения дома сдавались в аренду для частных лиц и для организаций. На первом этаже находилось «Евангелическое попечительство о бедных».
Известность дома связана с проживавшим здесь с семьёй стоматологом Павлом Георгиевичем Дауге, который был лично с 1904 года знаком с В. И. Лениным. Также детские годы в этом доме провёл А. П. Кторов.

## Архитектура
Дом построен в неоклассическом стиле.